# Ichthyomyzon unicuspis
Ichthyomyzon unicuspis is een kaakloze vissensoort uit de familie van de prikken (Petromyzontidae). De wetenschappelijke naam van de soort is voor het eerst geldig gepubliceerd in 1937 door Hubbs & Trautman.
Een spijsverteringssap van de soort wordt als communicatiemiddel gebruikt. Larven scheiden de stof uit, die kan waargenomen worden door trekkende vrouwtjes. Voor de vrouwtjes is het een signaal voor een goed paaigebied.